# نیم‌منقارماهی ژاپنی
هیپورامفوس ساجوری (نام علمی: Hyporhamphus sajori) یا نیم منقار ماهی ژاپنی (به انگلیسی: Japanese halfbeak) نام یک گونه از سرده هیپورامفوس از  تیره نیم‌منقارماهیان است. این گونه از ماهی در آشپزی ژاپنی مصرف دارد و نام یک نوع سوشی به نام سایوری است.

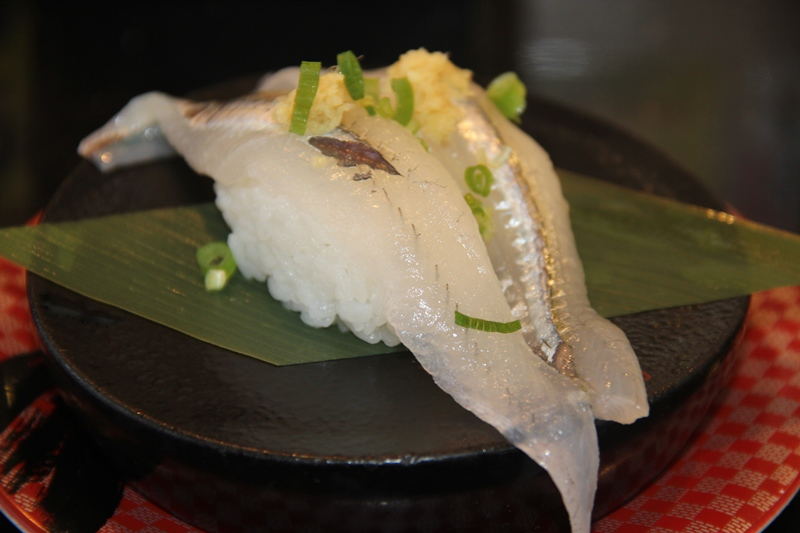
سوشی سایوری که از این نوع ماهی تهیه می شود.